# Скалисте (Росія)
Скали́сте (рос. Скалистое) — село у складі Новорського району Оренбурзької області, Росія.

## Населення
Населення — 163 особи (2010; 291 у 2002).
Національний склад (станом на 2002 рік):
- казахи — 49 %
- росіяни — 38 %